# Albiez-Montrond
Albiez-Montrond település Franciaországban, Savoie megyében. Lakosainak száma 366 fő (2022. január 1.). Albiez-Montrond Albiez-le-Jeune, Fontcouverte-la-Toussuire, Montricher-Albanne, Saint-Jean-d’Arves, Saint-Jean-de-Maurienne és Valloire községekkel határos.

## Népesség
A település népességének változása:
| Lakosok száma | 384  | 382  | 389  | 376  | 370  | 365  | 364  | 366  | 366  |
|               | 2013 | 2015 | 2016 | 2017 | 2018 | 2019 | 2020 | 2021 | 2022 |